# Melinda McGraw
Melinda Leigh McGraw, född 25 oktober 1963 i Nicosia på Cypern, är en amerikansk skådespelerska. Hon har medverkat i ett antal filmer och är också känd för sina tv-framträdanden på Arkiv X och Mad Men.

## Filmografi (urval)
- 1992–1994 – Scali (TV-serie)
- 1994–1997 – Arkiv X (TV-serie)
- 1996 – Albino Alligator
- 2000 – Den galna professorn 2 - Klumps
- 2008 – Mad Men (TV-serie)
- 2008 – The Dark Knight
- 2010 – Men of a Certain Age (TV-serie)
- 2013 – Scandal (TV-serie)

## Fotnoter
1. ↑  filmportal.de, Filmportal-ID: a9924fcee1a045e6a59e459685ceeb43, läst: 9 oktober 2017.[källa från Wikidata]
2. ↑  läs online, www.rada.ac.uk .[källa från Wikidata]